# Хуан Карлос Родрігес Ібарра
Хуан Карлос Родрігес Ібарра (19 січня 1948 року, Мерида) — іспанський політик, представник Іспанської соціалістичної робітничої партії (ісп. PSOE), колишній Президент автономного співтовариства Естремадура (1983—2007 роки).

## Біографія
Народився 19 січня 1948 року в Мериді (Естремадура, Іспанія). Закінчив Університету Севільї за спеціальністю «філософія». 1977 року обраний до Конгресу депутатів (нижньої палати парламенту) Іспанії від регіону Бадахос. Згодом, протягом 24 років (з 1983 по 2007 рік) — Президент автономного співтовариства Естрамадура.
Також обирався депутатом місцевої ради Бадахосу, був Генеральним секретарем Іспанської соціалістичної робітничої партії Естрамадури.
16 вересня 2003 року отримав ступінь почесного доктора наук від Національного Університету Кордоби в Аргентині.